# The Way Life's Meant to Be
Singles de Electric Light Orchestra
Rain Is Falling
(1982) Rock 'n' Roll Is King
(1983)
Pistes de Time
Ticket to the Moon Another Heart Breaks
The Way Life's Meant to Be est une chanson d'Electric Light Orchestra tirée de l'album Time, sorti en 1981. Dernier single tiré de l'album, avec Wishing (un titre de l'album Discovery) en face B, elle ne se classa pas dans les hit-parades, une première pour le groupe depuis Nightrider en 1975.